# Armadillidium lagrecai
Armadillidium lagrecai is een pissebed uit de familie Armadillidiidae. De wetenschappelijke naam van de soort is voor het eerst geldig gepubliceerd in 1969 door Vandel.